# Avro Shackleton

Tekeningen met de diverse versies

De Avro Shackleton was een Brits langeafstandspatrouillevliegtuig en de Royal Air Force (RAF) was de grootste gebruiker. Het toestel was ontwikkeld door Avro en afgeleid van de Avro Lincoln bommenwerper. Deze werd voorzien van een nieuw landingsgestel en vernoemd naar de poolreiziger Ernest Shackleton. Het toestel maakte zijn eerste vlucht op 9 maart 1949 en werd na 40 jaar dienst uit de vloot verwijderd.

## Beschrijving
Het eerste toestel kwam bij de RAF in 1951. Het was uitgerust met vier zuigermotoren van het type Rolls-Royce Griffon 57. De bewapening bestond uit vier 20mm-kanonnen mee en in de staart nog eens twee 0,5 inch machinegeweren. Op een vlucht kon het 3000 zeemijl afleggen, bijna 5000 kilometer, en de romp bood voldoende ruimte voor apparatuur en bemanning. Onder de neus was een radar geïnstalleerd voor de detectie en bestrijding van onderzeeboten.
De volgende versie, de MR.2, maakte de eerste vlucht op 17 juni 1952. De neus was meer gestroomlijnd en het kwam met een verbeterd radarsysteem. Deze zat onder de romp en was intrekbaar. De bewapening van kanonnen en machinegeweren was verwijderd. Van deze versie werden 59 exemplaren besteld en 10 versies MR.1 werden tijdens de bouw aangepast en afgebouwd als MR.2.
De derde en laatste versie, MR.3, maakte op 2 september 1955 de eerste luchtreis. Het kreeg een geheel nieuw landingsgestel, de romp werd groter en dit maakte ook aanpassingen aan de vleugels noodzakelijk. Het was ingericht met kooien, een keukentje en een chemisch toilet en kon missies van maximaal 24 uur vliegen. Langer kon hij echter niet in de lucht blijven omdat de mogelijkheid voor bijtanken in de lucht bij het toestel ontbrak. De kanonnen in de neus kwamen weer terug. De RAF bestelde 34 exemplaren. Het diende ook als maritiem patrouillevliegtuig in de luchtmacht van Zuid-Afrika die acht exemplaren bestelde in 1953.
Later - van 1971 tot en met 1991 - werd de Shackleton aangepast voor AWACS taken en als vliegende radarpost ingezet bij de NATO luchtruimbewaking. In 1991 werd het laatste toestel uit dienst gesteld. De Shackleton werd als vliegende radarpost zo lang door de RAF in dienst gehouden vanwege problemen bij de constructie van zijn beoogde vervanger, de AWACS versie van de BAE Nimrod. Toen deze versie er uiteindelijk niet eens kwam werd als zijn vervanger ten slotte gekozen voor de Boeing E-3.

## Productie
In totaal zijn er 181 exemplaren gemaakt:
- 3 Avro Shackleton 696 prototypes
- 77 Avro Shackleton 696 MR.1/1A
- 59 Avro Shackleton 696 MR.2
- 34 Avro Shackleton 716 MR.3
- 8 Avro Shackleton 716 MR3 voor de SAAF

## Afbeeldingen

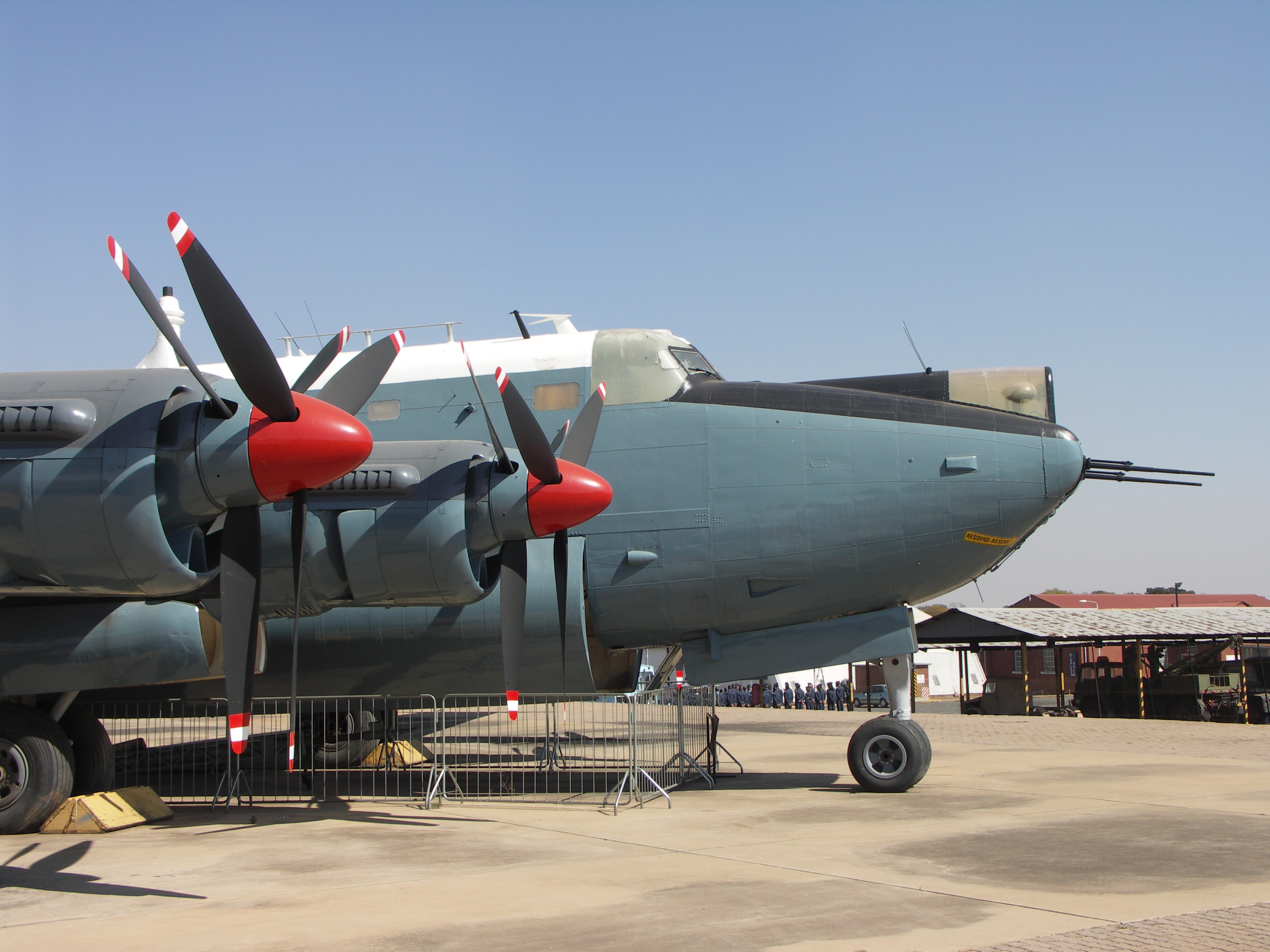
Contra-roterende propellers
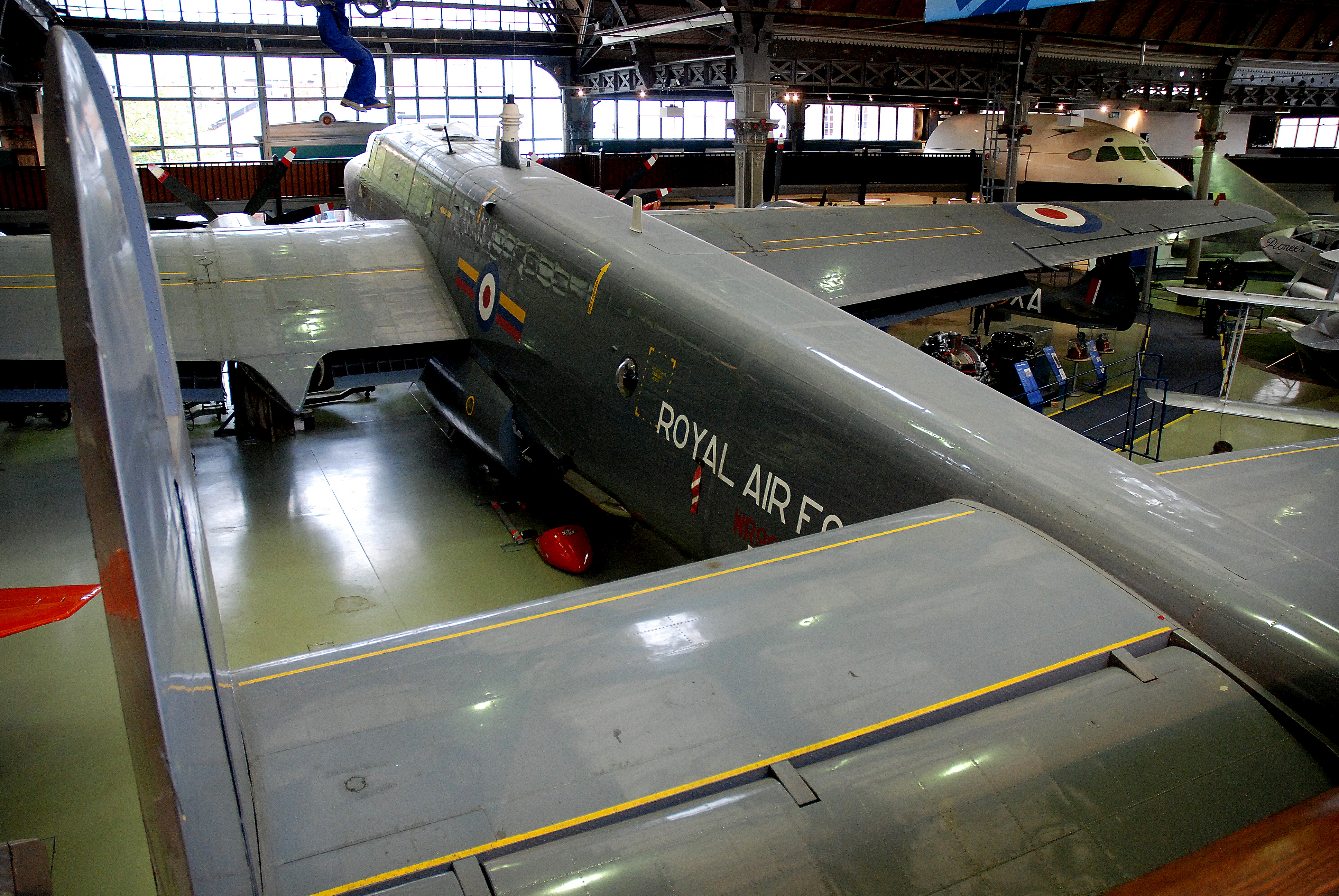
Shackleton AEW2-versie in het Museum of Science and Industry in Manchester
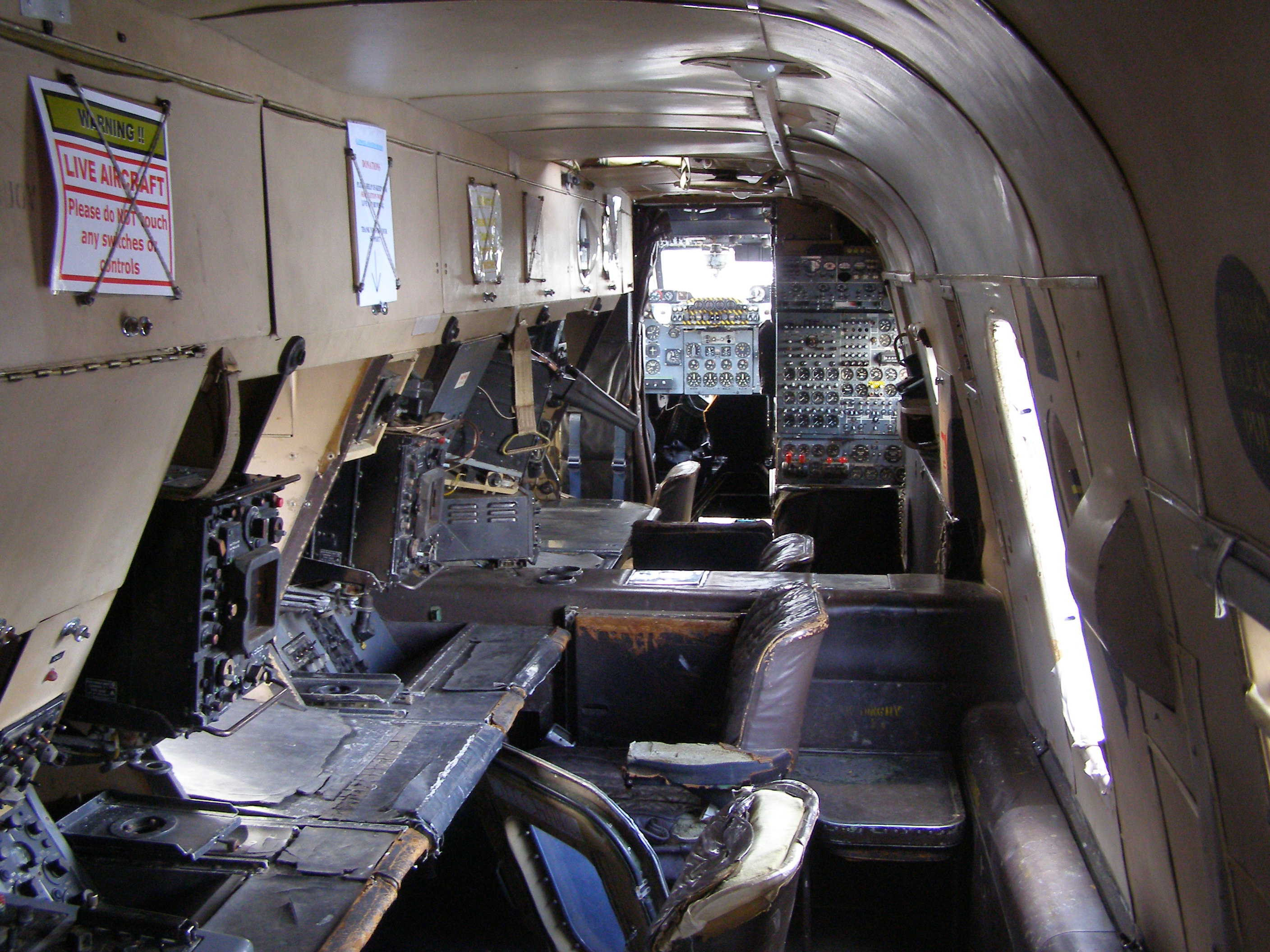
Interieur met cockpit op achtergrond

## Naslagwerken
- (en)  Ashworth, Chris Avro's Maritime Heavyweight: The Shackleton,  Aston Publications Limited 1990, ISBN 0946627169
- (en)   Jefford, C.G (ed.) Seminar – Maritime Operations, pp.67-88 Royal Air Force Historical Society, 2005. ISSN 1361-4231
- (en)  Jones, Barry Avro Shackleton. Crowood Press, 2002. ISBN 1861264496